# Минасян, Айрапет Александрович
Айрапет Александрович Минасян (7 сентября 1956, Сухуми — 12 апреля 2006, Сочи) — советский борец греко-римского стиля, четырёхкратный призёр чемпионата СССР (1977, 1978, 1981, 1982), призёр чемпионата Европы (1977). Мастер спорта СССР международного класса (1977).

## Биография
Родился 7 сентября 1956 года в Сухуми. Начал заниматься классической (греко-римской) борьбой в возрасте 10 лет у заслуженного тренера СССР Вагаршака Мачкаляна. С 1975 года тренировался под руководством старшего тренера ЦС спортивного общества «Динамо» Завена Агаджаняна. В 1976 году был чемпионом СССР и чемпионом Европы среди молодёжи. В 1977 году становился бронзовым призёром чемпионата СССР и чемпионата Европы в полутяжёлом весе. В 1979 году участвовал в чемпионате Европы в Бухаресте, где занял 6-е место. С 1980 года выступал в тяжёлом весе. В 1981 и 1982 году был серебряным призёром чемпионата СССР.
В 1984 году Айрапет Минасян завершил свою спортивную карьеру. В 1991 году переехал жить в город Сочи, с 1995 года начал заниматься тренерской деятельностью в государственном учреждении Краснодарского края «СДЮШОР № 4». Среди его воспитанников неоднократные победители первенств и чемпионатов Краснодарского края, а также победители и призёры первенств России и всероссийских турниров. В 2004 года был избран президентом вновь созданной общественной организации «Федерация греко-римской борьбы города Сочи». В 2005 году Федеральным агентством по физической культуре и спорту был награждён знаком «Отличник физической культуры и спорта».
Ушёл из жизни 12 апреля 2006 года. С 2008 по 2012 год в Сочи в спортивном комплексе имени Александра Карелина проходили краевые юношеские соревнования по греко-римской борьбе памяти Айрапета Минасяна. В ноябре 2018 года там же были проведены открытые городские соревнования по греко-римской борьбе среди юношей, также посвящённые его памяти.

## Образование
С 1963 по 1973 годы учился в средней школе № 8. В 1973 году поступил в Абхазский субтропический университет, в 1975 году перевёлся в Армянский государственный институт физической культуры, который окончил в 1980 году.

## Спортивные результаты
| Год  | Соревнование                    | Место проведения | Весовая категория | Место |
| ---- | ------------------------------- | ---------------- | ----------------- | ----- |
| 1974 | Чемпионат Европы среди молодёжи | Хапаранда        | до 90 кг          | 2     |
| 1976 | Чемпионат Европы среди молодёжи | Познань          | до 90 кг          | 1     |
| 1977 | Чемпионат СССР                  | Ташкент          | до 90 кг          | 3     |
| 1977 | Чемпионат Европы                | Бурса            | до 90 кг          | 3     |
| 1978 | Чемпионат СССР                  | Запорожье        | до 90 кг          | 3     |
| 1979 | Чемпионат Европы                | Бухарест         | до 90 кг          | 6     |
| 1981 | Чемпионат СССР                  | Ростов-на-Дону   | до 100 кг         | 2     |
| 1982 | Чемпионат СССР                  | Запорожье        | до 100 кг         | 2     |